# Anundo Jacó da Suécia
Anundo Jacó (c. 25 de julho de 1008 – c. 1050) – conhecido na Suécia como Anund Jakob ou Anund Kolbränna – foi rei da Suécia de aproximadamente 1021-1022 até à sua morte em 1050.                                                                                        Era o filho mais velho do rei Olavo, o Tesoureiro e de sua esposa Astride dos Obotritas.
                                                                                                                         Promoveu a cristianização do país, numa época em que o templo de Uppsala ainda era um foco de poder do paganismo traditional nórdico.
Tal como o seu pai, mandou cunhar moeda com o seu nome, em Sigtuna. 

| “                                                                                         | ”Annar kongær war Æmundær colbrænnæ oc hæt þy colbrænnæ, at war riwar i ræfstum sinum at brænnæ hus mannæ. ” O segundo rei era Emund Kolbränna e chamava-se Kolbränna porque costumava queimar vivos os seus adversários dentro de suas casas | ” |
| — Laurentius Dyakn, Lei da Gotalândia Ocidental - Lista dos reis da Suécia (Kungalängden) | |   |

## Biografia
Foi batizado com o nome cristão de Jacó mas aquando da sua eleição pelo "conselho do povo" (Ting) para co-regente da Suécia, o povo levantou objecções ao seu nome não-suíone. Assim, recebeu o primeiro nome Anundo, frequente na dinastia dos Inglingos.[carece de fontes?] O epíteto Kolbränna é devido ao seu hábito de ajustar contas com os adversários, queimando-os vivos dentro das suas habitações. Este cognome aparece numa antiga lista anexa de monarcas na Lei da Gotalândia Ocidental.
Anundo Jacó tinha como objetivo político manter o equilíbrio de poder na Escandinávia. Assim, ele apoiou os reis noruegueses Olavo II e Magno I contra o rei dinamarquês Canuto, o Grande, durante os anos 1020 e 30 do século XI. Anundo e Olavo foram derrotados por Canuto na batalha de Helgeå, tendo este consequentemente dominado a zona em redor do Lago Malar. Esta zona, que compreende a actual capital da Suécia, Estocolmo, era estrategicamente importante nessa altura, e Canuto mandou cunhar a sua moeda numa das principais cidades da zona, Sigtuna. Quando Magno I se tornou rei da Noruega e Dinamarca em 1042, Anundo Jacó apoiou-o até à sua morte, em 1047.[carece de fontes?]